# Анатомо-терапевтическо-химическая классификация
Анатомо-терапевтическо-химическая классификация — международная система классификации лекарственных средств. Используются сокращения: латиницей АТС (от Anatomical Therapeutic Chemical) или русское: АТХ (анатомо-терапевтическо-химическая). Полное английское название — Anatomical Therapeutic Chemical Classification System; по-русски часто пишут сокращённо — Анатомо-терапевтическая классификация. Классификация ведётся Сотрудничающим центром ВОЗ по методологии статистики лекарственных средств в Осло, Норвегия. Принята Минздравом РФ («Государственный реестр лекарственных средств», МЗ РФ, Москва, 2002).
Основное назначение ATC — представление статистических данных о потреблении лекарственных средств.
- В настоящее время для характеристики лекарственных средств также широко используется Фармакологический указатель.

## Структура АТС
АТС подразделяет лекарственные средства на группы, имеющие 5 различных уровней:
- анатомический орган или система;
- основные терапевтические /фармакологические;
- терапевтические/фармакологические;
- терапевтические/фармакологические/основные химические;
- по химической структуре.

Каждая группа в зависимости от уровня имеет буквенный или цифровой код.
В большинстве случаев каждому лекарственному средству присваивается только один АТС-код. Лекарственным средствам, имеющим несколько основных показаний для медицинского применения, может быть присвоено более одного АТС-кода.